# Кенічі Іто
Кенічі Іто (яп. いとうけんいち; нар. 8 травня 1982) — японський спортсмен з Токіо. Рекордсмен Книги рекордів Гіннеса з бігу на 100 метрів на чотирьох кінцівках, подолавши дистанцію за 15,71 секунди в Олімпійському парку Комадзава в Токіо 6 листопада 2015 року, побивши попередній рекорд Кацумі Тамакоші (15,86 секунди). Вперше став рекордсменом у 2008 році подолавши стометрову дистанцію за 18,58 секунд.
Іто протягом дев'яти років вивчав як тварини, наприклад деякі африканські мавпочки рухаються. Також він працював прибиральником і мив підлогу на всіх чотирьох аби краще відпрацювати свою техніку бігу.